# Commiphora gileadensis
Commiphora gileadensis — вид кустарника из рода Коммифора семейства Бурзеровые (Burseraceae)
Ранее к этому виду могли относить близкородственные растения вида Commiphora foliacea Sprague, 1927. 

## Распространение
Произрастает на территории Саудовской Аравии и Йемена, встречается в южном Омане, Судане и на юго-востоке Египта, куда растение могло быть занесено. 

## Описание
В зависимости от места произрастания размеры растения могут меняться, от мелколиственного кустарника до крупнолистного дерева, достигающего до 4 метров в высоту. 
Из трещин или порезов коры выделяется ароматная смола. Листья очередные, посажены на короткие боковые побеги, перистые с 3-5 листочками. Листочки продолговатые, 5—40 мм в длину и 3—35 мм в ширину, остроконечные. Цветки красные, по 1—5 штук, на коротких боковых побегах между листьев. Плоды тускло-красные с четырьмя продольными белыми полосками, односемянные, раскрывающиеся на 2—4 доли.

## Значение и применение
Commiphora gileadensis отличается приятным запахом, издаваемым повреждёнными частями, например, изломами ветвей или растёртыми листьями.
Растение известно как источник ценных благовоний, которые получали из его частей, а также славилось исключительными лекарственными качествам, которые приписывались его соку, древесине, коре и семенам. Из растения получали бальзам Галаадский или Меккский бальзам, однако с этим связана исторически возникшая путаница между несколькими растениями и исторически известными снадобьями, получаемыми из них. Настоящий Галаадский бальзам был очень редким, и, возможно, его получали из мастикового дерева (Pistacia lentiscus) — растения другого семейства.  
Кора растения надрезается для получения сока. Вытекающий сок вскоре начинает густеть, и обладает сладким быстро улетучивающимся ароматом. Затвердевший сок становится  смолистым. Если получившуюся смолистую массу разжевать, то чувствуется вкус лимона или сосновой смолы, при сжигании смола источает запах как ладан.

## Таксономия
Commiphora gileadensis (L.) C.Chr., Dansk Botanisk Arkiv 4(3): 18. 1922.

### Синонимы
- Amyris gileadensis L. basionym
- Amyris opobalsamum L.
- Balsamea gileadensis (L.) Oken
- Balsamea meccanensis Gled.
- Balsamea opobalsamum Baill.
- Balsamodendrum ehrenbergianum O.Berg
- Balsamodendrum gileadense (L.) Kunth ex DC.
- Balsamodendrum opobalsamum (L.) Kunth ex DC.
- Balsamus libanotus Stackh.
- Balsamus meccanensis Stackh.
- Balsamus theophrasti Stackh.
- Commiphora opobalsamum (L.) Engl.